# Auteuil (Yvelines)
Pour les articles homonymes, voir Auteuil.
Ne pas confondre non plus avec l'ancienne commune d'Autheuil, située dans l'Eure, désormais partie de la commune d'Autheuil-Authouillet
Auteuil ou Auteuil-le-Roi est une commune française située dans le département des Yvelines, en région Île-de-France.

## Géographie

### Situation
La commune d'Auteuil-le-Roi est située au pied du contrefort Nord de la plaine de Montfort, sous le plateau du Mantois, non loin de Thoiry. Le territoire communal, est en légère pente vers le Sud.

### Hydrographie
La commune est drainée par des ruisseaux, dont le ru de la Cerisaie, qui se jettent dans le Lieutel, ruisseau affluent de la Mauldre. Elle est traversée d'Ouest en Est par l'aqueduc de l'Avre.

### Communes limitrophes
| Autouillet        | Marcq   |                |
|                   | Auteuil | Saulx-Marchais |
| Boissy-sans-Avoir |         | Vicq           |

### Transports et voies de communications

#### Réseau routier
La commune est desservie par la D 11 qui longe le territoire communal dans sa limite Nord, et par la D 76 qui est orientée Nord-Sud en direction de Montfort-l'Amaury, située à sept kilomètres.

#### Desserte ferroviaire
Les gares ferroviaires les plus proches de la commune sont :
- Montfort-l'Amaury - Méré à 5 km ;
- Beynes à 5,5 km ;
- Villiers - Neauphle - Pontchartrain a 7,5 km accessible avec le bus Express78.

#### Transport en commun
La commune est desservie par la ligne 78 du réseau de bus Île-de-France Ouest et par la ligne 40 du réseau de bus Centre et Sud Yvelines.

### Climat
Pour des articles plus généraux, voir Climat de l'Île-de-France et Climat des Yvelines.
En 2010, le climat de la commune est de type climat océanique dégradé des plaines du Centre et du Nord, selon une étude du CNRS s'appuyant sur une série de données couvrant la période 1971-2000. En 2020, Météo-France publie une typologie des climats de la France métropolitaine dans laquelle la commune est exposée à un climat océanique et est dans la région climatique Sud-ouest du bassin Parisien, caractérisée par une faible pluviométrie, notamment au printemps (120 à 150 mm) et un hiver froid (3,5 °C).
Pour la période 1971-2000, la température annuelle moyenne est de 10,7 °C, avec une amplitude thermique annuelle de 14,5 °C. Le cumul annuel moyen de précipitations est de 678 mm, avec 10,4 jours de précipitations en janvier et 8 jours en juillet. Pour la période 1991-2020, la température moyenne annuelle observée sur la station météorologique la plus proche, située sur la commune de Maule à 9 km à vol d'oiseau, est de 11,8 °C et le cumul annuel moyen de précipitations est de 677,0 mm,. Pour l'avenir, les paramètres climatiques de la commune estimés pour 2050 selon différents scénarios d'émission de gaz à effet de serre sont consultables sur un site dédié publié par Météo-France en novembre 2022.

## Urbanisme

### Typologie
Au 1er janvier 2024, Auteuil est catégorisée bourg rural, selon la nouvelle grille communale de densité à sept niveaux définie par l'Insee en 2022.
Elle est située hors unité urbaine. Par ailleurs la commune fait partie de l'aire d'attraction de Paris, dont elle est une commune de la couronne,. Cette aire regroupe 1 929 communes,.

### Occupation des solssimplifiée
Le territoire de la commune se compose en 2017 de 84,9 % d'espaces agricoles, forestiers et naturels, 4,88 % d'espaces ouverts artificialisés et 10,22 % d'espaces construits artificialisés.

## Toponymie
Le nom de la localité est attesté sous la forme in Altogilo au IXe siècle.
Auteuil, parfois appelée Auteuil-le-Roi.
Le nom de la commune a pour origine le radical latin altus « haut », qui existait sans doute aussi en gaulois puisqu'il subsiste en irlandais le mot alt « hauteur » et en gallois allt « falaise », et du gaulois ialon ayant le sens de « clairière, espace découvert », le gallois tir ial « terrain découvert » le confirme. Auteuil signifie la « haute clairière ».

On a dû beaucoup défricher à l'époque celtique, car les noms issus de composés avec -ialo(n) sont légion en France, avec des terminaisons aujourd'hui diversifiées selon les régions. En Île-de-France, ces finales sont normalement -eil ou -euil, issues des formes mérovingiennes et carolingiennes notées -ogilum, -oilum, qui gardent le souvenir de la voyelle -o (-o-ialo).

## Histoire

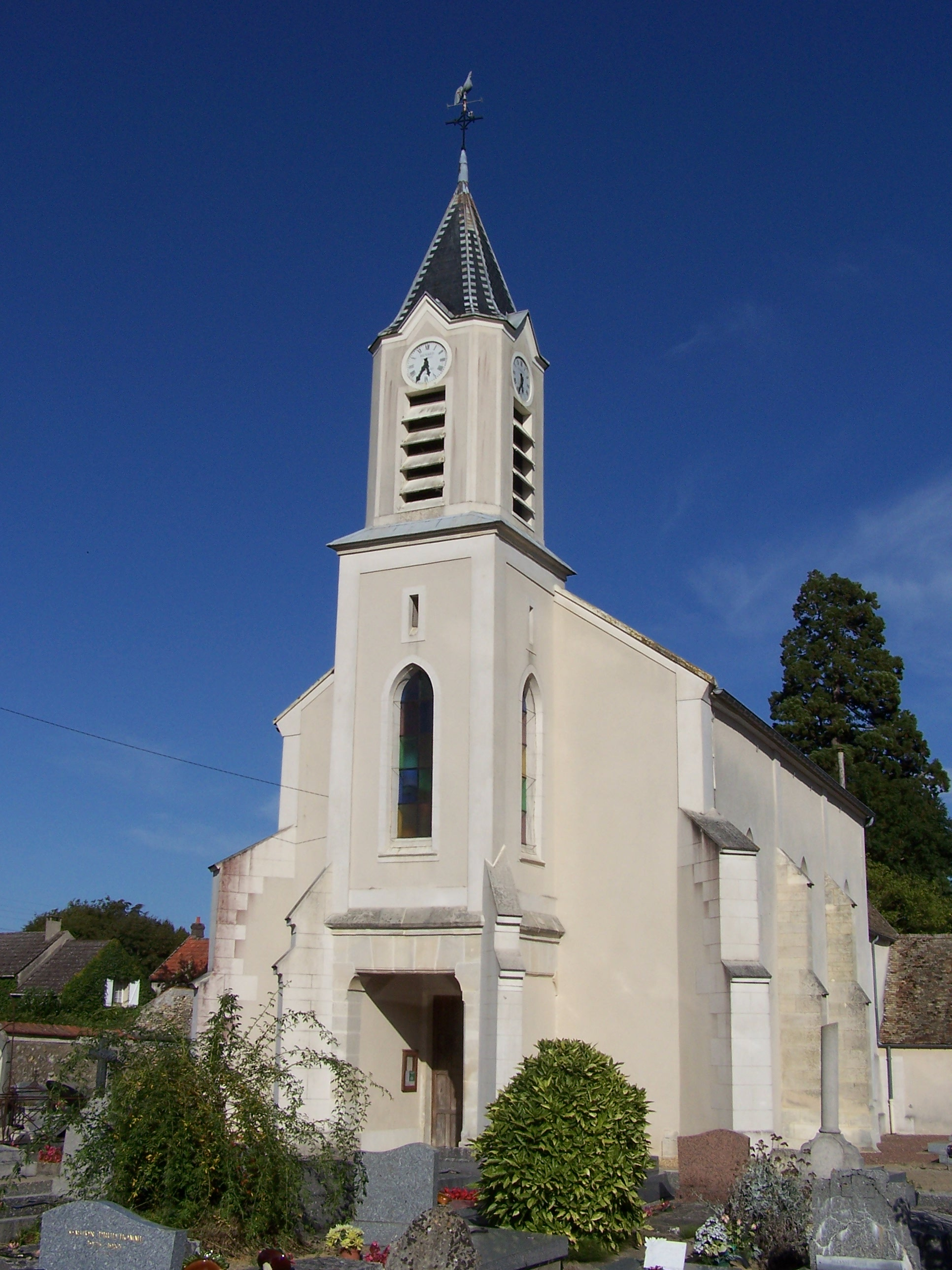
L'église Saint-Éparche.

On a trouvé dans le village, comme dans les communes voisines, des vestiges d’outils de  l'âge de la pierre taillée. Mais curieusement la matière de ces outils était étrangère à la région, ce qui tendrait à dire que le village était un centre de taille, une petite industrie en quelque sorte.
En 1984 une importante nécropole a été mise au jour à Vicq. Elle datait de la période mérovingienne. Le terrain de Vicq se prêtait sûrement mieux aux sépultures que celui d'Auteuil.
C'est au XIIIe siècle qu'apparaissent les seigneurs portant le nom d'Auteuil. En 1560, le roi de France François II érigea en seigneurie la terre d'Autheüil. Ce seigneur devint cardinal de Guise, dit le cardinal de Lorraine. Parmi les successeurs à la tête de cette châtellenie, Raoul Moreau (1583-1609) appelé Monsieur d'Autheüil. C'est chez lui que Sully, qui avait été blessé dans les bois de Thoiry en 1591, a été soigné. Le roi Henri IV serait venu lui rendre visite chez Monsieur d'Autheüil. La châtellenie fut vendue à François Brissonnet. Devant la porte de la propriété située devant l’école il existe deux bornes en grès sur lesquelles on peut apercevoir, gravées dans la pierre, des armoiries. Ces bornes servaient à délimiter les limites de la châtellenie.
C'est en 1790, que l'Assemblée nationale créa les départements français et supprima les paroisses. Auteuil-le-Roi faisait partie du département de Seine-et-Oise.
Avant la Révolution, les paroisses étaient gérées par des conseils de fabrique. À la Révolution, les paroisses furent réparties dans un canton.
Auteuil-le-Roi appartenait au canton de Garancières avec Autouillet, Orgerus, Béhoust, Flexanville, Boissy-sans-Avoir, Thoiry, Villiers-le-Mahieu, Goupillières et Millemont. Chaque village était représenté par un échevin. Pour Auteuil-le-Roi, il s'agissait de M. Arthus. Les délibérations ne sont pas à Auteuil. En 1812, Napoléon Ier rétablit les communes, avec un maire et des conseillers municipaux nommés par le préfet.

## Politique et administration

### Liste des maires
| Période                                  | Période  | Identité                  | Étiquette | Qualité |
| ---------------------------------------- | -------- | ------------------------- | --------- | ------- |
| Les données manquantes sont à compléter. |          |                           |           |         |
| 1983                                     | 2008     | Jean-Michel Fortier       | UMP       |         |
| 2008                                     | 2014     | Philippe Heurtevent       | SE        |         |
| 2014                                     | En cours | Marie-Christine Chavillon | DVD       |         |

## Population et société

### Démographie

#### Évolution démographique
L'évolution du nombre d'habitants est connue à travers les recensements de la population effectués dans la commune depuis 1793. Pour les communes de moins de 10 000 habitants, une enquête de recensement portant sur toute la population est réalisée tous les cinq ans, les populations de référence des années intermédiaires étant quant à elles estimées par interpolation ou extrapolation. Pour la commune, le premier recensement exhaustif entrant dans le cadre du nouveau dispositif a été réalisé en 2007.

En 2022, la commune comptait 1 005 habitants, en évolution de +7,14 % par rapport à 2016 (Yvelines : +2,72 %, France hors Mayotte : +2,11 %).
| 1793 | 1800 | 1806 | 1821 | 1831 | 1836 | 1841 | 1846 | 1851 |
| ---- | ---- | ---- | ---- | ---- | ---- | ---- | ---- | ---- |
| 458  | 531  | 507  | 465  | 460  | 484  | 503  | 495  | 452  |

| 1856 | 1861 | 1866 | 1872 | 1876 | 1881 | 1886 | 1891 | 1896 |
| ---- | ---- | ---- | ---- | ---- | ---- | ---- | ---- | ---- |
| 444  | 433  | 423  | 409  | 379  | 370  | 373  | 404  | 423  |

| 1901 | 1906 | 1911 | 1921 | 1926 | 1931 | 1936 | 1946 | 1954 |
| ---- | ---- | ---- | ---- | ---- | ---- | ---- | ---- | ---- |
| 383  | 340  | 346  | 319  | 315  | 297  | 277  | 339  | 259  |

| 1962 | 1968 | 1975 | 1982 | 1990 | 1999 | 2006 | 2007 | 2012 |
| ---- | ---- | ---- | ---- | ---- | ---- | ---- | ---- | ---- |
| 324  | 297  | 422  | 536  | 692  | 864  | 914  | 913  | 879  |

| 2017 | 2022  | - | - | - | - | - | - | - |
| ---- | ----- | - | - | - | - | - | - | - |
| 955  | 1 005 | - | - | - | - | - | - | - |

#### Pyramide des âges
En 2018, le taux de personnes d'un âge inférieur à 30 ans s'élève à 32,0 %, soit en dessous de la moyenne départementale (38,0 %). À l'inverse, le taux de personnes d'âge supérieur à 60 ans est de 22,4 % la même année, alors qu'il est de 21,7 % au niveau départemental.
En 2018, la commune comptait 496 hommes pour 473 femmes, soit un taux de 51,19 % d'hommes, largement supérieur au taux départemental (48,68 %).
Les pyramides des âges de la commune et du département s'établissent comme suit.
| Hommes | Classe d’âge | Femmes |
| ------ | ------------ | ------ |
| 0,2    | 90 ou +      | 0,0    |
| 5,3    | 75-89 ans    | 7,8    |
| 16,4   | 60-74 ans    | 15,1   |
| 26,4   | 45-59 ans    | 27,3   |
| 17,0   | 30-44 ans    | 20,6   |
| 14,9   | 15-29 ans    | 14,4   |
| 19,8   | 0-14 ans     | 15,0   |

| Hommes | Classe d’âge | Femmes |
| ------ | ------------ | ------ |
| 0,6    | 90 ou +      | 1,4    |
| 6      | 75-89 ans    | 7,8    |
| 13,5   | 60-74 ans    | 14,8   |
| 20,7   | 45-59 ans    | 20,1   |
| 19,6   | 30-44 ans    | 19,9   |
| 18,5   | 15-29 ans    | 16,8   |
| 21,2   | 0-14 ans     | 19,2   |

### Enseignement
La commune possède une école élémentaire publique (Sully).

### Activités festives
Jusqu'à la fin du XIXe siècle, le 22 janvier, jour de la Saint-Vincent (patron des vignerons), la messe était célébré à dix heures. On y faisait le don du cep, puis avait lieu la bénédiction des couronnes de brioches partagées ensuite entre les vignerons durant le banquet préparé, en général, chez un marchand de vin. Chaque année, selon une vieille coutume, un vigneron différent devait « rendre le pain bénit » , il emportait à son domicile une grande part de la brioche, souvent farcie de raisins secs, la conservait jusqu'à l'année suivante et il avait la charge de fournir les brioches nouvelles à ses collègues.

## Économie
- En 1898, une tuilerie à main employait quelques ouvriers[24].
- Plaine Agricole avec de grandes cultures céréalières.

## Culture locale et patrimoine

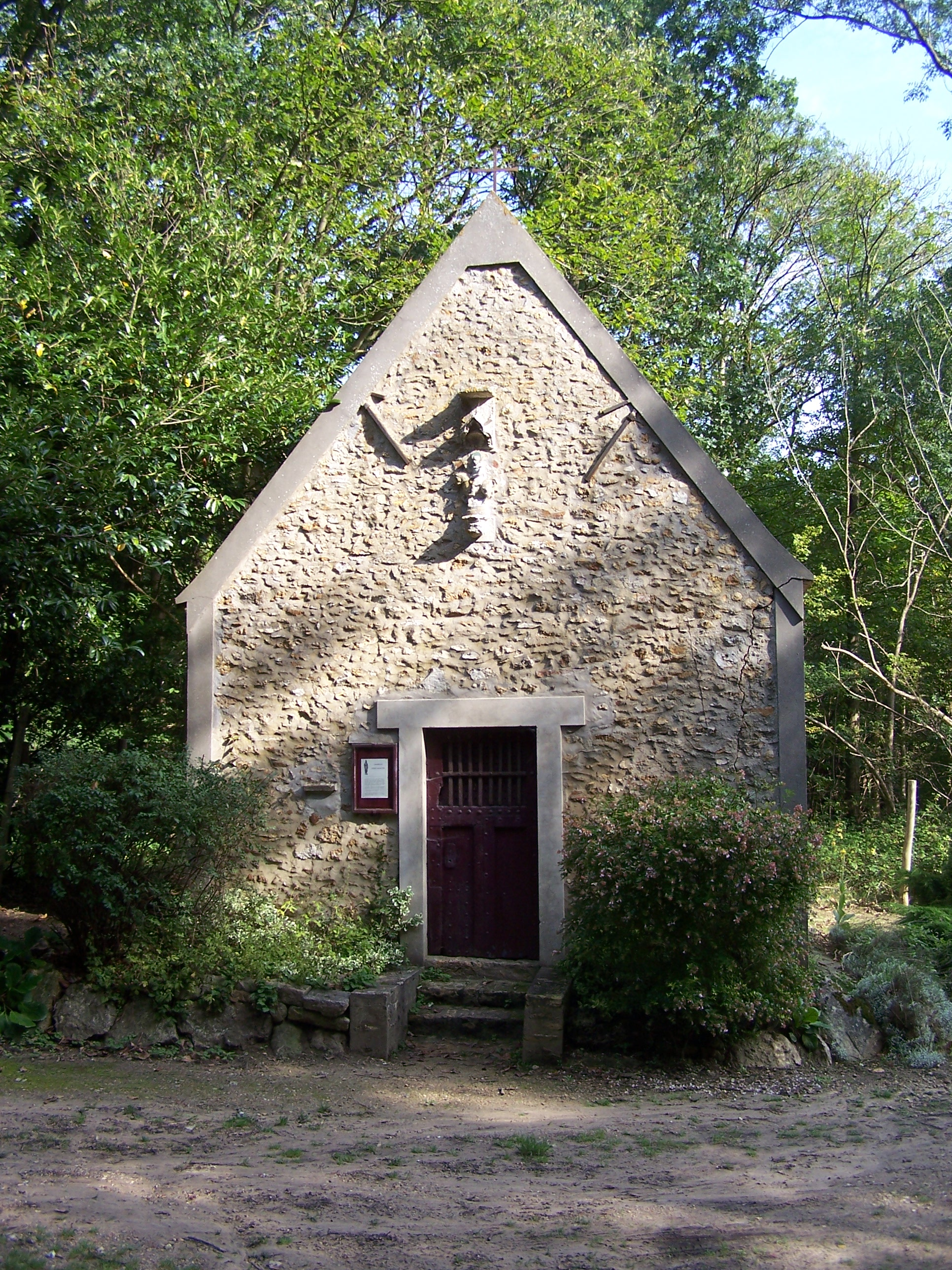
La chapelle Saint-Santin.

### Lieux et monuments
- Église Saint-Éparche.
- Chapelle Saint-Santin (XVIe siècle).
- Salle des fêtes intercommunale d'Auteuil-Autouillet.

### Le vignoble

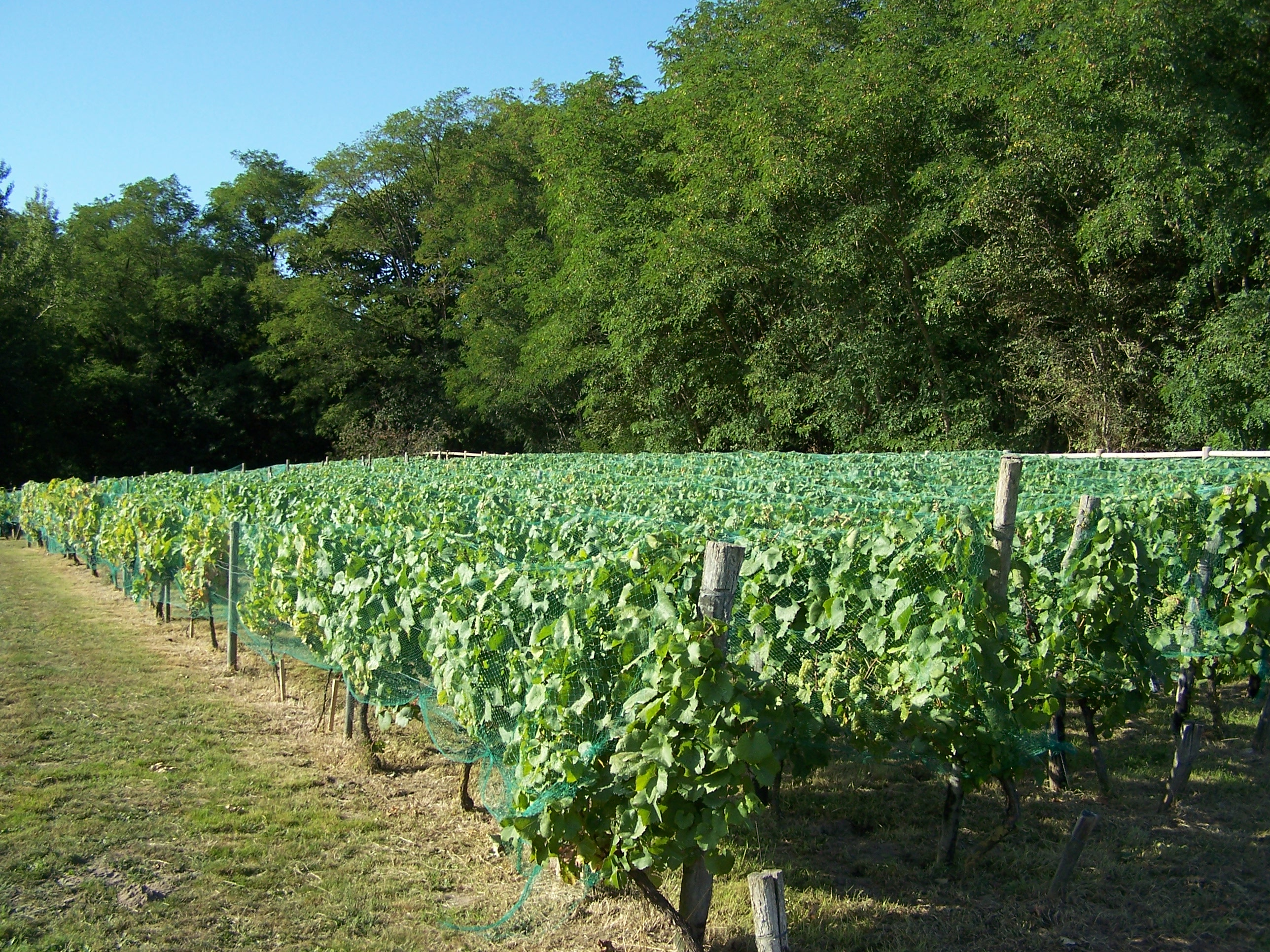
Le vignoble d'Auteuil.

Le territoire d'Auteuil-le-Roi possédait avant 1900 de nombreuses vignes. Sous l'ancien régime, la superficie du vignoble était de 72 hectares. Auteuil-le-Roi fournissait du vin rouge et surtout un vin blanc réputé. En 1890, il y avait 50 hectares de vignes, il en restait plus que 35 hectares en 1940.
Les messiers (gardiens des moissons) surveillaient particulièrement « le chemin aux bœufs » emprunté par les Normands se rendant avec leurs troupeaux au marché aux bestiaux de Poissy, plus tard à La Villette, les toucheurs de bœufs s'égaillant souvent dans les vignes. Les vignes étaient plantées sur des lieux-dits existant encore au cadastre actuel. Avant l’épidémie de phylloxera qui décima les plants à la fin du XIXe siècle, le vignoble d’Ile-de-France était le plus vaste, couvrant 44 000 hectares. Les premières maladies sont signalées au XIXe siècle : l'oïdium vers 1852, le mildiou vers 1880. Un hiver très rigoureux en 1879 et le Phylloxéra ravagèrent les vignes restantes. Le développement du chemin de fer permettant l'arrivée du vin du Midi n'incita pas à la continuation de la culture. Les Yvelines ont maintenu quelques vignobles, il s’agit essentiellement de « vignes franches » sans vocation économique donc et ne répondant pas aux réglementations. Depuis 1992, une association s’est créée : «l’Arpent de Bacchus» pour faire revivre la vigne d’Auteuil et en 1995, la première nouvelle vendange a eu lieu.
En 1930, à Auteuil-le-Roi, existaient encore deux pressoirs fixes datant de l'Ancien Régime. La commune possède, toujours, un petit vignoble de superficie et de rendement anecdotique, en limite de la forêt de Thoiry au Nord. La récolte de 1997 a été de 350 litres environ à la sortie du pressoir. Un vin blanc ressemblant à du Muscadet, et titrant 11°.

### Héraldique
| Blason de Auteuil (Yvelines) | Blason  | Parti, au premier d'azur à trois fleurs de lys d'or, au deuxième de gueules à un pied de vigne de sable fruité de trois pièces d'argent et feuillé à l'identique. |
| Blason de Auteuil (Yvelines) | Détails | Le statut officiel du blason reste à déterminer. |